# Tikkle Me
Tikkle Me är ett svensk musikgroup från Eskilstuna som bildades 2006 av Frida Herchenröther och Karin Taberman. Bandet är signerat till A West Side Fabrication. 
Tikkle Me har spelat på några av de största svenska festivalerna, däribland Peace & Love,  Hultsfred, Arvika och Emmabodafestivalen. 

## Diskografi
- 2009 – Butterflies in My Tummy
- 2010 – Blow My Brains Out
- 2010 – Wake Up
- 2010 – Tikkle Me
- 2014 – What is Real